# Charakterystyka czasowa
Charakterystyka czasowa – w teorii sterowania stanowi podstawowy opis działania układu regulacji. Wyróżnia się dwa typy charakterystyk czasowych:
- charakterystyka skokowa,
- charakterystyka impulsowa.

Zaliczają się one do charakterystyk dynamicznych. Charakterystyki czasowe podobnie jak charakterystyki częstotliwościowe można określać doświadczalnie (w przybliżeniu), a zatem mogą stanowić podstawę do identyfikacji układu. Wyznaczają one jednoznaczny opis typu wejście-wyjście.
Istotny jest związek obu charakterystyk oraz ich powiązanie z transmitancją operatorową. Jeśli {\displaystyle h(t)} jest charakterystyką skokową, a {\displaystyle g(t)} charakterystyką impulsową, to są one powiązane równaniami:
{\displaystyle h(t)=\int \limits _{0}^{t}{g(\tau )\,d\tau },}
{\displaystyle g(t)={\frac {dh(t)}{dt}}.}